# Rudi-Geil-Brücke
Die Rudi-Geil-Brücke ist eine Brücke über die Lahn in Lahnstein. Die erstmals 1873 errichtete Straßenbrücke verbindet die beiden Stadtteile Nieder- und Oberlahnstein. Sie ist benannt nach dem Lahnsteiner Politiker Rudi Geil.

## Geschichte

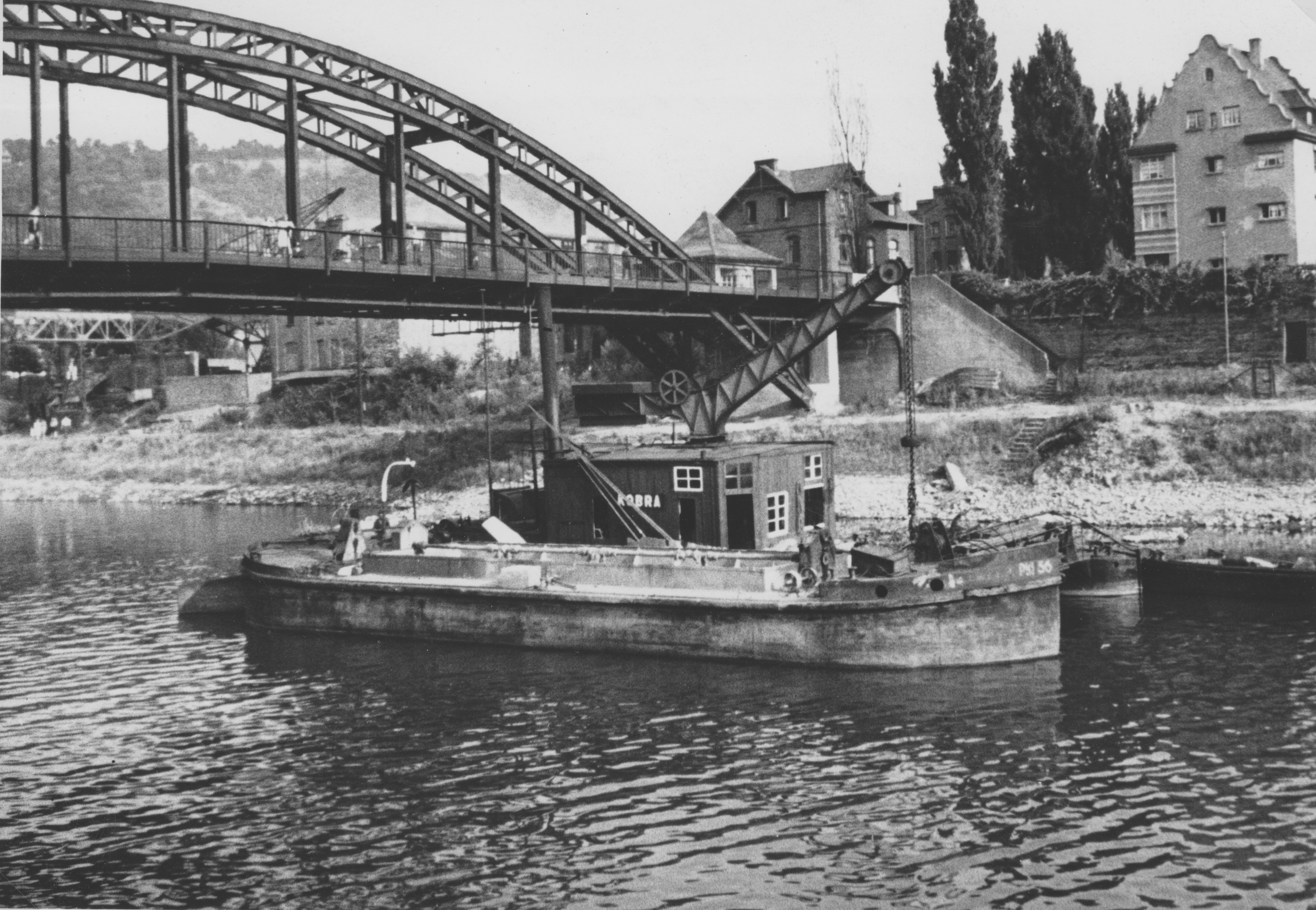
Alte Straßenbrücke von 1947 mit dem Brückenhäuschen für die Brückenmaut.

Eine erste feste Straßenbrücke wurde 1873 über die Lahn errichtet, zur Verbindung der damals noch eigenständigen Orte Ober- und Niederlahnstein. Diese wurde 1927 durch eine Brücke aus Beton ersetzt. Nach der Zerstörung im Zweiten Weltkrieg wurde die Brücke 1946/1947 als eiserne Bogenbrücke wieder aufgebaut. Die in die Jahre gekommene Brücke wurde 1992 für den Schwerverkehr gesperrt und musste 1997 durch einen Neubau ersetzt werden. Der Lahnsteiner Stadtrat beschloss am 14. Februar 2008, die Brücke nach dem Lahnsteiner Politiker Rudi Geil zu benennen.